# Grande Medalha Príncipe Alberto I
A Grande Medalha Príncipe Alberto I (em francês:  Grande Médaille Prince Albert I) é um galardão anual criado em 1948 e é atribuído pelo Institut Océanographique do Mónaco a personalidades que se distinguiram no campo do mundo marinho.
A iniciativa deste prémio foi de Nicolas Manley-Bendall (1876-1966).
A medalha em bronze leva inscrita a nome do laureado assim como o pseudónimo do criador do prémio "Manley Bendall".
O Prémio a partir do ano de 2014 além da categoria "Ciência" o prémio passou a ter uma nova categoria denominada "Médiation", destinada a distinguir as personalidade públicas que são capazes de dar a conhecer à sociedade civil o sentido de gostar e proteger os oceanos.
O único português laureado com este prémio foi Luiz Saldanha, professor catedrático da Faculdade de Ciências da Universidade de Lisboa, em 1988.

## Laureados

### Ciência
- 1948[3] - Luís II, Príncipe de Mônaco
- 1948[3] – Instituto Oceanográfico de Paris
- 1949[3] – Hans Pettersson ( Suécia)
- 1950[3] – Paul P ortier ( França)
- 1951[3] – Henry Bigelow ( Estados Unidos)
- 1952[3] – Gabriel Bertrand ( França)
- 1953[3] – Anton F. Bruun ( Dinamarca)
- 1954[3] – Georges Houot ( França) e Pierre Willm ( França)
- 1955[3] – J.N. Carruthers ( Reino Unido)
- 1956[3] – Louis Fage ( França)
- 1957[3] – Fairfield Osborn ( Estados Unidos)
- 1958[3] – Jules Rouch ( França)
- 1959[3] – I.A. Zenkevitch ( União Soviética)
- 1960[3] – Haakon Mosby ( Noruega)
- 1961[3] – não atribuído
- 1962[3] – E. Steemann-Nielsen ( Dinamarca)
- 1963[3] – Umberto D’Ancona ( Itália)
- 1964[3] – Gifford C. Ewing ( Estados Unidos)
- 1965[3] – Koji Hidaka ( Japão)
- 1966[3] – André Gougenheim ( França)
- 1967[3] – John P. Tully ( Canadá)
- 1968[3] – Ramon Margalef ( Espanha)
- 1969[3] – Günter Dietrich ( Alemanha Oriental)
- 1970[3] – G.E.R. Deacon ( Reino Unido)
- 1971[3] – O. Emery ( Estados Unidos)
- 1972[3] – Pavel V. Ushakov ( União Soviética)
- 1973[3] – Maurice Fontaine ( França)
- 1974[3] – Frede Hermann ( Dinamarca)
- 1975[3] – Pierre Drach ( França)
- 1976[3] – Jens Smed ( Dinamarca)
- 1977[3] – Henri Lacombe ( França)
- 1978[3] – Mihaï Bacescu ( Roménia)
- 1979[3] – Jean-Marie Pérès ( França)
- 1980[3] – Eugen Seibold ( Alemanha Ocidental)
- 1981[3] – Jacques-Yves Cousteau ( França)
- 1982[3] – John C. Swallow ( Reino Unido)
- 1983[3] – André Guilcher ( França)
- 1984[3] – David Henry Cushing ( Reino Unido)
- 1985[3] – Mohamed A. Ali ( Canadá)
- 1986[3] – Bernard Saint-Guily ( França)
- 1987[3] – Xavier Le Pichon ( França)
- 1988[3] – Luiz Saldanha ( Portugal)
- 1989[3] – Pavel Alexeievitch Kaplin ( União Soviética)
- 1990[3] – Jean Vacelet ( França)
- 1991[3] – Wolfgang H. Berger ( Estados Unidos)
- 1992[3] – Jacques C.J. Nihoul ( Bélgica)
- 1993[3] – Jean-François Minster ( França)
- 1994[3] – Alexandre Ivanoff ( França)
- 1995[3] – Noriyuki Nasu ( Japão)
- 1996[3] – Alain Maucorps ( França)
- 1997[3] – Robin Donald Pingree ( Reino Unido)
- 1998[3] – Christian Le Provost ( França)
- 1999[3] – Michael Sarthein ( Alemanha)
- 2000[3] – Jean Mascle ( França)
- 2001[3] – Carlo Heip ( Países Baixos)
- 2002[3] – André Morel ( França)
- 2003[3] – Victor Smetacek ( Alemanha)
- 2004[3] – Laurent Labeyrie ( França)
- 2005[3] – Ferdinando Boero ( Itália)
- 2006[3] – Anny Cazenave ( França)
- 2007[3] – Carl Wunsch ( Estados Unidos)
- 2008[3] – Gabriel Gorsky ( França)
- 2009[3] – G. Falkowski ( Estados Unidos)
- 2010[3] – Yves Fouquet ( França)
- 2011[3] – Andrew Bakun ( Estados Unidos)
- 2012[3] – Gilles Boeuf ( França)
- 2013[3] – Shubha Sathyendranath ( Canadá)
- 2014[3] – Edouard Bard ( França)
- 2015[4] - Corinne Le Quéré ( Canadá)
- 2016[5] - Daniel Pauly ( França)
- 2017 – John Albert Raven ( Reino Unido)
- 2018 – Eric Karsenti ( França)
- 2019 – Lisa Ann Levin ( Estados Unidos)

### Mediação
- 2014[3] – Sandra Bessudo ( França,  Colômbia)
- 2015[4] – Leonardo DiCaprio ( Estados Unidos)
- 2016[5] – Erik Orsenna ( França)
- 2017 – não atribuído
- 2018 – Ellen MacArthur ( Reino Unido)
- 2019 – Ban Ki-moon ( Coreia do Sul)